# بخش پشتکوه
بخش پشتکوه یکی از بخش‌های شهرستان خاش در استان سیستان و بلوچستان ایران است. مرکز این بخش، روستای گورچان است.

## تقسیمات کشوری
- بخش پشتکوه
  - دهستان بیلری
  - دهستان پشتکوه
  - مرکز بخش: گورچان